# Ptychochromis onilahy
Ptychochromis onilahy е изчезнал вид лъчеперка от семейство Цихлиди (Cichlidae).